# Sing for Absolution
Sing for Absolution – ballada rockowa angielskiego zespołu Muse, wydana jako singel promujący ich trzeci albumu, Absolution. Został wydany 17 maja 2004 roku jako czwarty singel z tej płyty, osiągając 16. pozycję na brytyjskiej UK Singles Chart. Utwór pojawił się na dwóch koncertowych DVD grupy – Absolution Tour i HAARP, zaś jego wersja akustyczna została umieszczona na b-side singla „Butterflies and Hurricanes”.
W nowozelandzkim programie „U Choose 40" nadawanym na kanale C4, „Sing for Absolution” zajęło 21. miejsce w głosowaniu na „The Greatest Video Ever Made”.

## Teledysk
Wydany w maju 2004 wideoklip do piosenki pokazuje zamieszkaną planetę, prawdopodobnie „Nową Ziemię”, na której osiedlili się ludzie. Członkowie Muse lecą statkiem kosmicznym mijając galaktyki i afisze głoszące hasło „nadchodzi epoka lodowcowa”. Rakieta, po kolizji z asteroidą, rozbija się na pomarańczowej, porzuconej planecie, która okazuje się być Ziemią w dalekiej przyszłości. Po zbliżeniu kamery można dostrzec ruiny brytyjskiego Parlamentu i Big Bena.

## Lista utworów
| CD1 1. „Sing for Absolution” (radio edit) 2. „Bliss” (live) Nagrane w Ahoy’ w Rotterdamie, 6 listopada 2003 3. „Sunburn” (live) Nagrane w Ahoy’, 6 listopada 2003 4. „Feeling Good” (na żywo) Nagrane w Ahoy’, 6 listopada 2003 CD2 1. „Sing for Absolution” (wersja z albumu) 2. „Time Is Running Out” (teledysk) 3. „Hysteria” (teledysk) 4. „Sing for Absolution” (teledysk) CD3 1. „Sing for Absolution” 2. „Time Is Running Out” (na żywo) 3. „Ruled By Secrecy” (na żywo) 4. „The Small Print” (na żywo) | Winyl 7", CD 1. „Sing for Absolution” – 4:55 2. „Fury” – 5:02 Wcześniej wydane w japońskiej wersji Absolution jako bonus track. DVD 1. „Sing for Absolution” (teledysk) 2. „Sing for Absolution” 3. „Sing for Absolution” (making of) 4. „Big Day Off” (teledysk) 5. Galeria |